# Eduardo O'Connor
Eduardo O'Connor (Mercedes, Provincia de Buenos Aires, Argentina, 18 de octubre de 1858 - Buenos Aires, 5 de abril de 1921) fue un marino argentino que llegó al grado de vicealmirante.

## Familia
Fue hijo del general del Ejército de Línea y comandante del Regimiento N.º 7 de Mercedes, Buenos Aires, Juan Nepomuceno Connor Cabrera Videla y de Juana Crespín Martínez, -de quien quedó huérfano a los tres años-, ambos perseguidos por Rosas. Tuvo dos hermanos y seis medio hermanos del segundo matrimonio de su padre con Saturnina Rosendi Cabrera.
Fue nieto paterno de Edward Connor Hammond y Manuela Cabrera Videla Maldonado Gutiérrez Barragán, y nieto materno de Juan Santos Crespín y Ángela Martínez.
Contrajo matrimonio el 12 de febrero de 1885 -en la Catedral Nuestra Señora de las Mercedes, en Mercedes, Buenos Aires- con Modesta Castro Higueras, quien nació en 1864 en Buenos Aires y falleció el 24 de septiembre de 1929 en Capital Federal, siendo inhumada en el Cementerio de la Recoleta; hija del teniente del Batallón Centro Gregorio Castro y de Lina Higueras Rodríguez.
Tuvo dos hijos. El ingeniero Eduardo O'Connor Castro, quien contrajo matrimonio con Raquel Almada Mackintosh Iturburu Aranda -con descendencia-, y María Lina Nicanora O'Connor Castro -soltera sin descendencia-.
En diciembre de 2013, la descendencia del vicealmirante Eduardo O'Connor con vida, se compone de una nieta política, una bisnieta, dos bisnietos, dos bisnietas políticas, dos tataranietas y tres tataranietos. En cada generación un varón llevó y lleva el nombre Eduardo.

## Carrera
Comenzó sus estudios en el Colegio San José de la ciudad de Buenos Aires -en la iglesia del Colegio, Nuestra Señora de Balvanera, contrajeron matrimonio sus abuelos paternos Edward Connor, inmigrante y fundador de la línea familiar, y Manuela Cabrera Maldonado- para luego continuarlos en la Armada Argentina.
Ya como oficial fue fundador del Centro Naval, miembro de su primera Comisión Directiva y varias veces su Presidente y Vicepresidente.
Estuvo al mando, como Comandante, de la misión exploradora ordenada por el entonces Presidente de la República, Teniente General Julio Argentino Roca, que culminó con la travesía por vía fluvial uniendo -por vez primera- el Mar Argentino con el Lago Nahuel Huapí, por cuya destacada actuación fue ascendido por el presidente de la República. Descubrió también, como tal, la Isla Victoria. Integró la Comisión de Límites con Chile.
Fue uno de los más encumbrados marinos de la época por sus aportes al conocimiento hidrográfico, marítimo y cartográfico de la Patagonia y de la Tierra del Fuego, elementos que fueron de suma importancia para la soberanía de la Nación en aquellas desconocidas y alejadas latitudes.
Entre otros cargos fue intendente general de la Armada, varias veces director general de Administrativa, jefe de la División Instrucción, y jefe del Arsenal de Puerto Militar (hoy Base Naval de Puerto Belgrano), de quien fue comandante, según consta en una placa que recuerda: "La B.N. Puerto Belgrano a su 4.º Jefe Alte. Eduardo O'Connor...".
El 19 de mayo de 1908 fue ascendido a Contralmirante y en 1917 a Vicealmirante. Ese mismo año fue nombrado Comandante en Jefe de la Escuadra de Mar, por entonces el cargo máximo al que podía aspirar todo marino, y con el que culminaba su carrera profesional; almirantazgo al cual había sido promovido con apenas cuarenta y nueve años de edad. También fue Jefe del Estado Mayor del Ministerio de Marina.

## Deceso
Falleció en 1921, luego de una larga dolencia, como Miembro del Consejo Supremo de Guerra y Marina, cargo que ejerció por solo dos meses. Hacia principios de 1921 declinó aceptar el ofrecimiento de hacerse cargo del Ministerio de Marina, sabiendo él su delicado estado de salud, que presagiaba un desenlace no lejano en el tiempo.
Recibió varias condecoraciones del Congreso Nacional de la República Argentina y del Congreso de la República de Chile.
Llevan su grado, nombre y apellido, localidades, avenidas, calles, lagos, y un sinnúmero de toponimias a lo largo y ancho de la República Argentina, tanto continental cuanto insular. Un espejo de agua en Tierra del Fuego -de los de mayor extensión en la provincia- se denomina "Laguna Almirante O'Connor". También una localidad de la provincia de Río Negro se denomina Vicealmirante E. O'Connor en honor al marino.
Dos fechas vinculadas con su vida, el 5 de abril y el 13 de diciembre, integran el calendario de efemérides de la Armada de la República Argentina.
Fue inhumado en el Cementerio de la Recoleta. La ceremonia estuvo encabezada por quien fuera su amigo y por entonces Presidente de la República, Juan Hipólito del Sagrado Corazón de Jesús Yrigoyen Alem, quien firmó el Decreto de Duelo Nacional con izamiento del pabellón nacional a media asta en todos los edificios públicos, y dependencias del Ejército y de la Armada.
La prensa de la Capital Federal y del interior de la República Argentina, dio profusa difusión a su fallecimiento.